# ホトケドジョウ
ホトケドジョウ（仏泥鰌、仏鰌、学名：Lefua echigonia）は、条鰭綱コイ目ドジョウ科に属する魚類である。

## 形態
成魚の体長は最大でおよそ6cm。体形は小型で細長く、断面は円筒形。頭部は上下に扁平である。体色は茶褐色から赤褐色で、体には黒点が散在している。
口ひげは4対で合計8本あり、3対が上唇より、残り1対が鼻孔より発達し、吻の上方に出る。

## 生態
日本固有種で、青森県、中国地方を除く本州、四国に分布する。
水温が低く流れの緩やかな河川や湿地、水田等に生息する。ドジョウ科の魚としてはめずらしく発達した浮袋を持ち、あまり底層には潜らず、単独で中層の水草の間を泳ぎ回ることが多い。食性は雑食で、魚類、甲殻類、藻類等を食べる。
3-6月の繁殖期には1尾の雌を数尾の雄が追尾し、水草や水中の枯草、落ち葉などに、球形で粘着性がある卵を産み付ける。産み付けられた卵は産卵後2日から3日で孵化し、生まれた稚魚は1-2年で成熟する。

## 保全状態評価
- 絶滅危惧IB類 (EN)（環境省レッドリスト）

護岸工事などの開発による生息地の減少に伴い、生息数は激減している。

## 宿主
マツカサガイ幼生の宿主のひとつ。

## 人間との関係
ペットショップ等で販売されることもあり、主に観賞魚として飼育される。飼育の際は高水温に弱いため注意が必要である。日本に分布する種で生息数が減少しているが、河川への流出は遺伝子汚染や病気の伝播等が考えられるので慎むべきである。

## 下位分類
- 山形集団
- 北陸集団
- 東北集団
- 北関東集団
- 南関東集団
- 東海集団
- 近畿集団